# Pulad Chan
Pulad Chan (zm. XV w.) – chan Złotej Ordy w latach 1407-1410.
Był synem Timur Melika. Po usunięciu swojego brata Szadi Bega przez Edygeja zajął jego miejsce. Po trzech latach rządów został zdetronizowany. Data jego śmierci nie jest znana. 